# Ornithorhynchidae
Ornithorhynchidae este o familie de animale din ordinul Monotremata. Unicul său reprezentant în viață este ornitorincul.
- Familia Ornithorhynchidae
  - Genul †Obdurodon
    - †Obdurodon dicksoni
    - †Obdurodon insignis
    - †Obdurodon sudamericanum
    - †Obdurodon tharalkooschild

  - Genul Ornithorhynchus
    - Ornithorhynchus anatinus